# Zack Mitchell
Zachery „Zack“ Mitchell (* 7. Januar 1993 in Orangeville, Ontario) ist ein kanadischer Eishockeyspieler, der zuletzt bis zum Ende der Saison 2023/24 bei den Augsburger Panthern aus der Deutschen Eishockey Liga (DEL) unter Vertrag gestanden und dort auf der Position des Centers gespielt hat. Zuvor bestritt Mitchell unter anderem 311 Partien in der American Hockey League (AHL) und absolvierte darüber hinaus 34 Spiele für die Minnesota Wild in der National Hockey League (NHL).

## Karriere

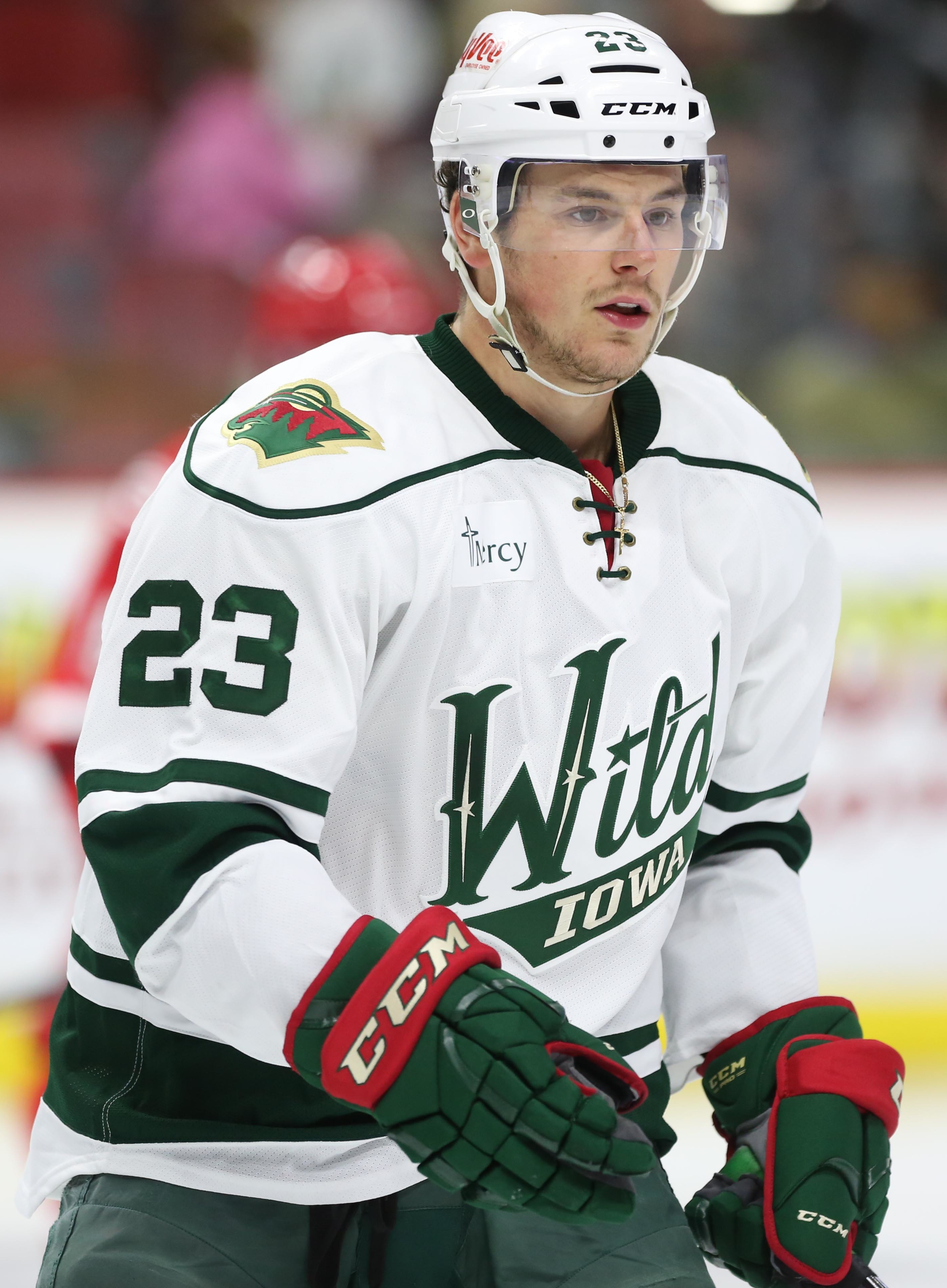
Mitchell im Trikot der Iowa Wild (2014)

Mitchell verbrachte seine Juniorenzeit von 2010 bis 2014 bei den Guelph Storm in der Ontario Hockey League (OHL), nachdem ihn diese im Jahr 2009 in der vierten Runde der OHL Priority Selection an insgesamt 71. Stelle ausgewählt hatten. Insgesamt absolvierte er in diesem Zeitraum 374 OHL-Partien und verbuchte dabei 288 Scorerpunkte. Am Ende der Saison 2013/14 gewann er mit dem Team den J. Ross Robertson Cup.
Bereits kurz vor Ende seiner Juniorenkarriere war der ungedraftete Free Agent im März 2014 von den Minnesota Wild aus der National Hockey League (NHL) verpflichtet worden. Diese setzten ihn mit Beginn der Spielzeit 2014/15 in ihrem Farmteam, den Iowa Wild, in der American Hockey League (AHL) ein. Dort verbrachte der rechte Flügelstürmer die folgenden beiden Spielzeiten. Auch zu Beginn der Saison 2016/17 gehörte Mitchell zunächst zum Aufgebot Iowas, ehe er im November 2016 erstmals in den NHL-Kader Minnesotas berufen wurde und sein Debüt feierte.
Nach vier Jahren in der Organisation der Wild erhielt er nach der Saison 2017/18 keinen neuen Vertrag in Minnesota, sodass er sich im Juli 2018 als Free Agent den Los Angeles Kings anschloss. Dort kam er ausschließlich bei den Ontario Reign in der AHL zum Einsatz und wechselte anschließend im Juli 2019 zu Neftechimik Nischnekamsk aus der Kontinentalen Hockey-Liga (KHL). Nach einer Saison in Diensten von Nischnekamsk wechselte der Kanadier im August 2020 zum Ligakonkurrenten Dinamo Riga aus Lettland. Nach 24 KHL-Partien, in denen er nur neun Scorerpunkte erzielt hatte, wechselte Mitchell innerhalb der KHL zum HK Dinamo Minsk, wo er die Spielzeit beendete. Anschließend zog es ihn in die Schweiz, wo er in der Saison 2021/22 bei den SC Rapperswil-Jona Lakers in der National League auf dem Eis stand. Zum folgenden Spieljahr wechselte er innerhalb der National League zum HC Ambrì-Piotta, für den er verletzungsbedingt aber nur eine Partie absolvierte. Da der auslaufende Vertrag Mitchells daraufhin nicht verlängert wurde, wechselte er im Juni 2023 für eine Saison zu den Augsburger Panthern in die Deutsche Eishockey Liga (DEL).

### International
Mitchell spielte für das Team Canada Ontario bei der World U-17 Hockey Challenge 2010 und erreichte dort mit der Auswahl den zweiten Platz. In sechs Turnierspielen erzielte er ein Tor.

## Erfolge und Auszeichnungen
- 2010 Silbermedaille bei der World U-17 Hockey Challenge
- 2014 J.-Ross-Robertson-Cup-Gewinn mit den Guelph Storm

## Karrierestatistik
Stand: Ende der Saison 2023/24

### International
Vertrat Kanada bei:
- World U-17 Hockey Challenge 2010

(Legende zur Spielerstatistik: Sp oder GP = absolvierte Spiele; T oder G = erzielte Tore; V oder A = erzielte Assists; Pkt oder Pts = erzielte Scorerpunkte; SM oder PIM = erhaltene Strafminuten; +/− = Plus/Minus-Bilanz; PP = erzielte Überzahltore; SH = erzielte Unterzahltore; GW = erzielte Siegtore; 1 Play-downs/Relegation; Kursiv: Statistik nicht vollständig)